# Healthy Ageing Tour 2019
La 9e édition de l'Healthy Ageing Tour (connu auparavant sous le nom d'Energiewacht Tour) a lieu du 10 avril au 14 avril 2019. La course fait partie du calendrier international féminin UCI 2019 en catégorie 2.1.
La première étape est remportée au sprint par Lotta Lepistö. Le lendemain, Mieke Kröger, Romy Kasper et Nicole Steigenga forment une échappée. La première s'impose seule. La troisième étape tourne à la course d'élimination. Dans le reste du peloton qui se dispute la victoire, Kirsten Wild se montre la plus rapide. Ellen van Dijk gagne le contre-la-montre individuel. Lisa Klein, deuxième, s'empare du maillot jaune. L'après-midi, Anouska Koster et Lisa Brennauer anime l'étape. Cette dernière remporte la victoire. La dernière étape se conclut par un nouveau sprint avec Kisten Wild comme vainqueur. Au classement général, Lisa Klein devance Ellen van Dijk et Kisten Wild. Celle-ci gagne le classement par points. Lisa Brennauer s'impose au classement des sprints. Lorena Wiebes est la meilleure jeune, Amber van der Hulst la meilleure amateur néerlandaise et Boels Dolmans la meilleure équipe.

## Équipes
Des équipes professionnelles, nationales et amateurs sont au départ de la course.
| Équipes féminines professionnelles (8)- Biehler Pro Cycling - Boels Dolmans - Canyon-SRAM Racing - Hitec Products - Parkhotel Valkenburg-Destil - Trek-Segafredo - Virtu Cycling Women - WNT-Rotor Pro Cycling Équipes nationales (5)- Allemagne - Belgique - Grande-Bretagne - Norvège - Pays-Bas Équipe féminines amateur (10)- Adelaar Ladies - De Jonge Renner Ladies - Equano - Jan van Arckel - Jos Feron Lady Force - Liv Awol - NWVG - Restore - Rogelli-Gyproc - Team Drenthe |
| |

## Étapes
| Étape      | Date    | Villes étapes                   | type                        | Distance (km) | Vainqueur d'étape | Leader du classement général |
| ---------- | ------- | ------------------------------- | --------------------------- | ------------- | ----------------- | ---------------------------- |
| 1re étape  | 10 avr. | Borkum – Borkum                 | étape de plaine             | 102,5         | Lotta Lepistö     | Lotta Lepistö                |
| 2e étape   | 11 avr. | Surhuisterveen – Surhuisterveen | étape de plaine             | 134,4         | Mieke Kröger      | Lotta Lepistö                |
| 3e étape   | 12 avr. | Musselkanaal – Musselkanaal     | étape de plaine             | 124           | Kirsten Wild      | Lotta Lepistö                |
| 4e a étape | 13 avr. | Winsum – Winsum                 | contre-la-montre individuel | 14,4          | Ellen van Dijk    | Lisa Klein                   |
| 4e b étape | 13 avr. | Wolvega – Heerenveen            | étape de plaine             | 74,6          | Lisa Brennauer    | Lisa Klein                   |
| 5e étape   | 14 avr. | Midwolda – Midwolda             | étape de plaine             | 124,3         | Kirsten Wild      | Lisa Klein                   |

## Déroulement de la course

### 1reétape
Plusieurs chutes massives marquent l'étape. À cinquante-cinq kilomètres de l'arrivée, Natalie van Gogh et Anouska Koster attaquent. Une nouvelle chute désorganise le peloton. Un groupe de favorites se forme à l'avant avec plusieurs Boels Dolmans. À quinze kilomètres de l'arrivée, Anouska Koster prend les bonifications. Dans le final, Natalie van Gogh tente de partir seule. Alice Barnes accélère ensuite. Ellen van Dijk provoque le regroupement général dans le dernier kilomètre. Lotta Lepistö s'y impose.
| \| Classement de l'étape \| Classement de l'étape \| Classement de l'étape \| Classement de l'étape \| Classement de l'étape \| \| Coureuse \| Coureuse \| Pays \| Équipe \| Temps \| \| --------------------- \| --------------------- \| --------------------- \| --------------------- \| --------------------- \| \| 1re \| Lotta Lepistö \| Finlande \| Trek-Segafredo \| 2 h 41 min 34 s \| \| 2e \| Lisa Klein \| Allemagne \| Canyon-SRAM Racing \| + 0 s \| \| 3e \| Christine Majerus \| Luxembourg \| Boels Dolmans \| + 0 s \| \| 4e \| Kirsten Wild \| Pays-Bas \| WNT-Rotor Pro Cycling \| + 0 s \| \| 5e \| Barbara Guarischi \| Italie \| Virtu Cycling Women \| + 0 s \| \| 6e \| Ellen van Dijk \| Pays-Bas \| Trek-Segafredo \| + 0 s \| \| 7e \| Anouska Koster \| Pays-Bas \| Virtu Cycling Women \| + 0 s \| \| 8e \| Jessica Roberts \| Royaume-Uni \| Grande-Bretagne \| + 0 s \| \| 9e \| Natalie van Gogh \| Pays-Bas \| Biehler Pro Cycling \| + 0 s \| \| 10e \| Jolien D'Hoore \| Belgique \| Boels Dolmans \| + 0 s \| |                   |             |                       |                 |
| |                   |             |                       |                 |
| Source : ProCyclingStats |                   |             |                       |                 |
| Classement de l'étape |                   |             |                       |                 |
| Coureuse | Coureuse          | Pays        | Équipe                | Temps           |
| 1re | Lotta Lepistö     | Finlande    | Trek-Segafredo        | 2 h 41 min 34 s |
| 2e | Lisa Klein        | Allemagne   | Canyon-SRAM Racing    | + 0 s           |
| 3e | Christine Majerus | Luxembourg  | Boels Dolmans         | + 0 s           |
| 4e | Kirsten Wild      | Pays-Bas    | WNT-Rotor Pro Cycling | + 0 s           |
| 5e | Barbara Guarischi | Italie      | Virtu Cycling Women   | + 0 s           |
| 6e | Ellen van Dijk    | Pays-Bas    | Trek-Segafredo        | + 0 s           |
| 7e | Anouska Koster    | Pays-Bas    | Virtu Cycling Women   | + 0 s           |
| 8e | Jessica Roberts   | Royaume-Uni | Grande-Bretagne       | + 0 s           |
| 9e | Natalie van Gogh  | Pays-Bas    | Biehler Pro Cycling   | + 0 s           |
| 10e | Jolien D'Hoore    | Belgique    | Boels Dolmans         | + 0 s           |

| \| Classement général \| Classement général \| Classement général \| Classement général \| Classement général \| \| Coureuse \| Coureuse \| Pays \| Équipe \| Temps \| \| ------------------ \| ------------------ \| ------------------ \| --------------------- \| ------------------ \| \| 1re \| Lotta Lepistö \| Finlande \| Trek-Segafredo \| 2 h 41 min 24 s \| \| 2e \| Lisa Klein \| Allemagne \| Canyon-SRAM Racing \| + 1 s \| \| 3e \| Christine Majerus \| Luxembourg \| Boels Dolmans \| + 6 s \| \| 4e \| Jolien D'Hoore \| Belgique \| Boels Dolmans \| + 8 s \| \| 5e \| Amy Pieters \| Pays-Bas \| Boels Dolmans \| + 8 s \| \| 6e \| Ellen van Dijk \| Pays-Bas \| Trek-Segafredo \| + 9 s \| \| 7e \| Anouska Koster \| Pays-Bas \| Virtu Cycling Women \| + 9 s \| \| 8e \| Kirsten Wild \| Pays-Bas \| WNT-Rotor Pro Cycling \| + 10 s \| \| 9e \| Barbara Guarischi \| Italie \| Virtu Cycling Women \| + 10 s \| \| 10e \| Jessica Roberts \| Royaume-Uni \| Grande-Bretagne \| + 10 s \| |                   |             |                       |                 |
| |                   |             |                       |                 |
| Source : ProCyclingStats |                   |             |                       |                 |
| Classement général |                   |             |                       |                 |
| Coureuse | Coureuse          | Pays        | Équipe                | Temps           |
| 1re | Lotta Lepistö     | Finlande    | Trek-Segafredo        | 2 h 41 min 24 s |
| 2e | Lisa Klein        | Allemagne   | Canyon-SRAM Racing    | + 1 s           |
| 3e | Christine Majerus | Luxembourg  | Boels Dolmans         | + 6 s           |
| 4e | Jolien D'Hoore    | Belgique    | Boels Dolmans         | + 8 s           |
| 5e | Amy Pieters       | Pays-Bas    | Boels Dolmans         | + 8 s           |
| 6e | Ellen van Dijk    | Pays-Bas    | Trek-Segafredo        | + 9 s           |
| 7e | Anouska Koster    | Pays-Bas    | Virtu Cycling Women   | + 9 s           |
| 8e | Kirsten Wild      | Pays-Bas    | WNT-Rotor Pro Cycling | + 10 s          |
| 9e | Barbara Guarischi | Italie      | Virtu Cycling Women   | + 10 s          |
| 10e | Jessica Roberts   | Royaume-Uni | Grande-Bretagne       | + 10 s          |

### 2eétape
À quatre-vingt-huit kilomètres de l'arrivée, Mieke Kröger attaque avec Romy Kasper et Nicole Steigenga. Leur avance culmine à près de quatre minutes. À douze kilomètres du but, Mieke Kröger attaque ce qui a pour effet de détacher Nicole Steigenga. À deux kilomètres de l'arrivée, elle se débarrasse également de Romy Kasper pour aller s'imposer seule. Jolien D'Hoore gagne derrière le sprint du peloton.
| \| Classement de l'étape \| Classement de l'étape \| Classement de l'étape \| Classement de l'étape \| Classement de l'étape \| \| Coureuse \| Coureuse \| Pays \| Équipe \| Temps \| \| --------------------- \| --------------------- \| --------------------- \| ------------------------- \| --------------------- \| \| 1re \| Mieke Kröger \| Allemagne \| Virtu Cycling Women \| 3 h 23 min 10 s \| \| 2e \| Romy Kasper \| Allemagne \| Allemagne \| + 13 s \| \| 3e \| Jolien D'Hoore \| Belgique \| Boels Dolmans \| + 15 s \| \| 4e \| Lorena Wiebes \| Pays-Bas \| Parkhotel Valkenburg \| + 15 s \| \| 5e \| Lisa Klein \| Allemagne \| Canyon-SRAM Racing \| + 15 s \| \| 6e \| Lucy van der Haar \| Royaume-Uni \| Hitec Products-Birk Sport \| + 15 s \| \| 7e \| Lotta Lepistö \| Finlande \| Trek-Segafredo \| + 15 s \| \| 8e \| Susanne Andersen \| Norvège \| Norvège \| + 15 s \| \| 9e \| Kirsten Wild \| Pays-Bas \| WNT-Rotor Pro Cycling \| + 15 s \| \| 10e \| Barbara Guarischi \| Italie \| Virtu Cycling Women \| + 17 s \| |                   |             |                           |                 |
| |                   |             |                           |                 |
| Source : ProCyclingStats |                   |             |                           |                 |
| Classement de l'étape |                   |             |                           |                 |
| Coureuse | Coureuse          | Pays        | Équipe                    | Temps           |
| 1re | Mieke Kröger      | Allemagne   | Virtu Cycling Women       | 3 h 23 min 10 s |
| 2e | Romy Kasper       | Allemagne   | Allemagne                 | + 13 s          |
| 3e | Jolien D'Hoore    | Belgique    | Boels Dolmans             | + 15 s          |
| 4e | Lorena Wiebes     | Pays-Bas    | Parkhotel Valkenburg      | + 15 s          |
| 5e | Lisa Klein        | Allemagne   | Canyon-SRAM Racing        | + 15 s          |
| 6e | Lucy van der Haar | Royaume-Uni | Hitec Products-Birk Sport | + 15 s          |
| 7e | Lotta Lepistö     | Finlande    | Trek-Segafredo            | + 15 s          |
| 8e | Susanne Andersen  | Norvège     | Norvège                   | + 15 s          |
| 9e | Kirsten Wild      | Pays-Bas    | WNT-Rotor Pro Cycling     | + 15 s          |
| 10e | Barbara Guarischi | Italie      | Virtu Cycling Women       | + 17 s          |

| \| Classement général \| Classement général \| Classement général \| Classement général \| Classement général \| \| Coureuse \| Coureuse \| Pays \| Équipe \| Temps \| \| ------------------ \| ------------------ \| ------------------ \| --------------------- \| ------------------ \| \| 1re \| Lotta Lepistö \| Finlande \| Trek-Segafredo \| 6 h 04 min 49 s \| \| 2e \| Lisa Klein \| Allemagne \| Canyon-SRAM Racing \| + 1 s \| \| 3e \| Jolien D'Hoore \| Belgique \| Boels Dolmans \| + 4 s \| \| 4e \| Christine Majerus \| Luxembourg \| Boels Dolmans \| + 8 s \| \| 5e \| Kirsten Wild \| Pays-Bas \| WNT-Rotor Pro Cycling \| + 10 s \| \| 6e \| Lorena Wiebes \| Pays-Bas \| Parkhotel Valkenburg \| + 10 s \| \| 7e \| Amy Pieters \| Pays-Bas \| Boels Dolmans \| + 10 s \| \| 8e \| Ellen van Dijk \| Pays-Bas \| Trek-Segafredo \| + 11 s \| \| 9e \| Anouska Koster \| Pays-Bas \| Virtu Cycling Women \| + 11 s \| \| 10e \| Barbara Guarischi \| Italie \| Virtu Cycling Women \| + 12 s \| |                   |            |                       |                 |
| |                   |            |                       |                 |
| Source : ProCyclingStats |                   |            |                       |                 |
| Classement général |                   |            |                       |                 |
| Coureuse | Coureuse          | Pays       | Équipe                | Temps           |
| 1re | Lotta Lepistö     | Finlande   | Trek-Segafredo        | 6 h 04 min 49 s |
| 2e | Lisa Klein        | Allemagne  | Canyon-SRAM Racing    | + 1 s           |
| 3e | Jolien D'Hoore    | Belgique   | Boels Dolmans         | + 4 s           |
| 4e | Christine Majerus | Luxembourg | Boels Dolmans         | + 8 s           |
| 5e | Kirsten Wild      | Pays-Bas   | WNT-Rotor Pro Cycling | + 10 s          |
| 6e | Lorena Wiebes     | Pays-Bas   | Parkhotel Valkenburg  | + 10 s          |
| 7e | Amy Pieters       | Pays-Bas   | Boels Dolmans         | + 10 s          |
| 8e | Ellen van Dijk    | Pays-Bas   | Trek-Segafredo        | + 11 s          |
| 9e | Anouska Koster    | Pays-Bas   | Virtu Cycling Women   | + 11 s          |
| 10e | Barbara Guarischi | Italie     | Virtu Cycling Women   | + 12 s          |

### 3eétape
Le vent provoque des bordures. Les favorites s'isolent à l'avant. La course se transforme en une élimination par l'arrière. À vingt-quatre kilomètres de l'arrivée, Christine Majerus sort du groupe de tête. Elle compte environ quarante secondes d'avance. Elle est reprise à quatre kilomètres du but. Jolien D'Hoore contre, puis Christine Majerus. Lisa Brennauer est attentive. Kirsten Wild s'impose facilement au sprint.
| \| Classement de l'étape \| Classement de l'étape \| Classement de l'étape \| Classement de l'étape \| Classement de l'étape \| \| Coureuse \| Coureuse \| Pays \| Équipe \| Temps \| \| --------------------- \| --------------------- \| --------------------- \| ------------------------- \| --------------------- \| \| 1re \| Kirsten Wild \| Pays-Bas \| WNT-Rotor Pro Cycling \| 2 h 58 min 08 s \| \| 2e \| Barbara Guarischi \| Italie \| Virtu Cycling Women \| + 0 s \| \| 3e \| Lotta Lepistö \| Finlande \| Trek-Segafredo \| + 0 s \| \| 4e \| Lorena Wiebes \| Pays-Bas \| Parkhotel Valkenburg \| + 0 s \| \| 5e \| Lonneke Uneken \| Pays-Bas \| Hitec Products-Birk Sport \| + 0 s \| \| 6e \| Susanne Andersen \| Norvège \| Norvège \| + 0 s \| \| 7e \| Pfeiffer Georgi \| Royaume-Uni \| Grande-Bretagne \| + 0 s \| \| 8e \| Rhona Callander \| Royaume-Uni \| Grande-Bretagne \| + 0 s \| \| 9e \| Jolien D'Hoore \| Belgique \| Boels Dolmans \| + 0 s \| \| 10e \| Alice Barnes \| Royaume-Uni \| Canyon-SRAM Racing \| + 0 s \| |                   |             |                           |                 |
| |                   |             |                           |                 |
| Source : ProCyclingStats |                   |             |                           |                 |
| Classement de l'étape |                   |             |                           |                 |
| Coureuse | Coureuse          | Pays        | Équipe                    | Temps           |
| 1re | Kirsten Wild      | Pays-Bas    | WNT-Rotor Pro Cycling     | 2 h 58 min 08 s |
| 2e | Barbara Guarischi | Italie      | Virtu Cycling Women       | + 0 s           |
| 3e | Lotta Lepistö     | Finlande    | Trek-Segafredo            | + 0 s           |
| 4e | Lorena Wiebes     | Pays-Bas    | Parkhotel Valkenburg      | + 0 s           |
| 5e | Lonneke Uneken    | Pays-Bas    | Hitec Products-Birk Sport | + 0 s           |
| 6e | Susanne Andersen  | Norvège     | Norvège                   | + 0 s           |
| 7e | Pfeiffer Georgi   | Royaume-Uni | Grande-Bretagne           | + 0 s           |
| 8e | Rhona Callander   | Royaume-Uni | Grande-Bretagne           | + 0 s           |
| 9e | Jolien D'Hoore    | Belgique    | Boels Dolmans             | + 0 s           |
| 10e | Alice Barnes      | Royaume-Uni | Canyon-SRAM Racing        | + 0 s           |

| \| Classement général \| Classement général \| Classement général \| Classement général \| Classement général \| \| Coureuse \| Coureuse \| Pays \| Équipe \| Temps \| \| ------------------ \| ------------------ \| ------------------ \| --------------------- \| ------------------ \| \| 1re \| Lotta Lepistö \| Finlande \| Trek-Segafredo \| 9 h 02 min 51 s \| \| 2e \| Kirsten Wild \| Pays-Bas \| WNT-Rotor Pro Cycling \| + 6 s \| \| 3e \| Lisa Klein \| Allemagne \| Canyon-SRAM Racing \| + 7 s \| \| 4e \| Jolien D'Hoore \| Belgique \| Boels Dolmans \| + 10 s \| \| 5e \| Barbara Guarischi \| Italie \| Virtu Cycling Women \| + 12 s \| \| 6e \| Amy Pieters \| Pays-Bas \| Boels Dolmans \| + 13 s \| \| 7e \| Lorena Wiebes \| Pays-Bas \| Parkhotel Valkenburg \| + 14 s \| \| 8e \| Christine Majerus \| Luxembourg \| Boels Dolmans \| + 14 s \| \| 9e \| Ellen van Dijk \| Pays-Bas \| Trek-Segafredo \| + 17 s \| \| 10e \| Rhona Callander \| Royaume-Uni \| Grande-Bretagne \| + 18 s \| |                   |             |                       |                 |
| |                   |             |                       |                 |
| Source : ProCyclingStats |                   |             |                       |                 |
| Classement général |                   |             |                       |                 |
| Coureuse | Coureuse          | Pays        | Équipe                | Temps           |
| 1re | Lotta Lepistö     | Finlande    | Trek-Segafredo        | 9 h 02 min 51 s |
| 2e | Kirsten Wild      | Pays-Bas    | WNT-Rotor Pro Cycling | + 6 s           |
| 3e | Lisa Klein        | Allemagne   | Canyon-SRAM Racing    | + 7 s           |
| 4e | Jolien D'Hoore    | Belgique    | Boels Dolmans         | + 10 s          |
| 5e | Barbara Guarischi | Italie      | Virtu Cycling Women   | + 12 s          |
| 6e | Amy Pieters       | Pays-Bas    | Boels Dolmans         | + 13 s          |
| 7e | Lorena Wiebes     | Pays-Bas    | Parkhotel Valkenburg  | + 14 s          |
| 8e | Christine Majerus | Luxembourg  | Boels Dolmans         | + 14 s          |
| 9e | Ellen van Dijk    | Pays-Bas    | Trek-Segafredo        | + 17 s          |
| 10e | Rhona Callander   | Royaume-Uni | Grande-Bretagne       | + 18 s          |

### 4eétape, secteur a
Ellen van Dijk remporte le contre-la-montre individuel. Lisa Klein en profite pour prendre la tête du classement général.
| \| Classement de l'étape \| Classement de l'étape \| Classement de l'étape \| Classement de l'étape \| Classement de l'étape \| \| Coureuse \| Coureuse \| Pays \| Équipe \| Temps \| \| --------------------- \| --------------------- \| --------------------- \| --------------------- \| --------------------- \| \| 1re \| Ellen van Dijk \| Pays-Bas \| Trek-Segafredo \| 19 min 30 s \| \| 2e \| Lisa Klein \| Allemagne \| Canyon-SRAM Racing \| + 2 s \| \| 3e \| Anna van der Breggen \| Pays-Bas \| Boels Dolmans \| + 13 s \| \| 4e \| Mieke Kröger \| Allemagne \| Virtu Cycling Women \| + 39 s \| \| 5e \| Kirsten Wild \| Pays-Bas \| WNT-Rotor Pro Cycling \| + 44 s \| \| 6e \| Alice Barnes \| Royaume-Uni \| Canyon-SRAM Racing \| + 44 s \| \| 7e \| Lisa Brennauer \| Allemagne \| WNT-Rotor Pro Cycling \| + 51 s \| \| 8e \| Amy Pieters \| Pays-Bas \| Boels Dolmans \| + 53 s \| \| 9e \| Natalie van Gogh \| Pays-Bas \| Biehler Pro Cycling \| + 1 min 05 s \| \| 10e \| Christine Majerus \| Luxembourg \| Boels Dolmans \| + 1 min 26 s \| |                      |             |                       |              |
| |                      |             |                       |              |
| Source : ProCyclingStats |                      |             |                       |              |
| Classement de l'étape |                      |             |                       |              |
| Coureuse | Coureuse             | Pays        | Équipe                | Temps        |
| 1re | Ellen van Dijk       | Pays-Bas    | Trek-Segafredo        | 19 min 30 s  |
| 2e | Lisa Klein           | Allemagne   | Canyon-SRAM Racing    | + 2 s        |
| 3e | Anna van der Breggen | Pays-Bas    | Boels Dolmans         | + 13 s       |
| 4e | Mieke Kröger         | Allemagne   | Virtu Cycling Women   | + 39 s       |
| 5e | Kirsten Wild         | Pays-Bas    | WNT-Rotor Pro Cycling | + 44 s       |
| 6e | Alice Barnes         | Royaume-Uni | Canyon-SRAM Racing    | + 44 s       |
| 7e | Lisa Brennauer       | Allemagne   | WNT-Rotor Pro Cycling | + 51 s       |
| 8e | Amy Pieters          | Pays-Bas    | Boels Dolmans         | + 53 s       |
| 9e | Natalie van Gogh     | Pays-Bas    | Biehler Pro Cycling   | + 1 min 05 s |
| 10e | Christine Majerus    | Luxembourg  | Boels Dolmans         | + 1 min 26 s |

| \| Classement général \| Classement général \| Classement général \| Classement général \| Classement général \| \| Coureuse \| Coureuse \| Pays \| Équipe \| Temps \| \| ------------------ \| ------------------ \| ------------------ \| --------------------- \| ------------------ \| \| 1re \| Lisa Klein \| Allemagne \| Canyon-SRAM Racing \| 9 h 22 min 30 s \| \| 2e \| Ellen van Dijk \| Pays-Bas \| Trek-Segafredo \| + 8 s \| \| 3e \| Kirsten Wild \| Pays-Bas \| WNT-Rotor Pro Cycling \| + 41 s \| \| 4e \| Amy Pieters \| Pays-Bas \| Boels Dolmans \| + 57 s \| \| 5e \| Alice Barnes \| Royaume-Uni \| Canyon-SRAM Racing \| + 1 min 01 s \| \| 6e \| Lotta Lepistö \| Finlande \| Trek-Segafredo \| + 1 min 29 s \| \| 7e \| Jolien D'Hoore \| Belgique \| Boels Dolmans \| + 1 min 29 s \| \| 8e \| Christine Majerus \| Luxembourg \| Boels Dolmans \| + 1 min 31 s \| \| 9e \| Lorena Wiebes \| Pays-Bas \| Parkhotel Valkenburg \| + 2 min 04 s \| \| 10e \| Barbara Guarischi \| Italie \| Virtu Cycling Women \| + 2 min 33 s \| |                   |             |                       |                 |
| |                   |             |                       |                 |
| Source : ProCyclingStats |                   |             |                       |                 |
| Classement général |                   |             |                       |                 |
| Coureuse | Coureuse          | Pays        | Équipe                | Temps           |
| 1re | Lisa Klein        | Allemagne   | Canyon-SRAM Racing    | 9 h 22 min 30 s |
| 2e | Ellen van Dijk    | Pays-Bas    | Trek-Segafredo        | + 8 s           |
| 3e | Kirsten Wild      | Pays-Bas    | WNT-Rotor Pro Cycling | + 41 s          |
| 4e | Amy Pieters       | Pays-Bas    | Boels Dolmans         | + 57 s          |
| 5e | Alice Barnes      | Royaume-Uni | Canyon-SRAM Racing    | + 1 min 01 s    |
| 6e | Lotta Lepistö     | Finlande    | Trek-Segafredo        | + 1 min 29 s    |
| 7e | Jolien D'Hoore    | Belgique    | Boels Dolmans         | + 1 min 29 s    |
| 8e | Christine Majerus | Luxembourg  | Boels Dolmans         | + 1 min 31 s    |
| 9e | Lorena Wiebes     | Pays-Bas    | Parkhotel Valkenburg  | + 2 min 04 s    |
| 10e | Barbara Guarischi | Italie      | Virtu Cycling Women   | + 2 min 33 s    |

### 4eétape, secteur b
Anouska Koster attaque à une soixantainte de kilomètres de la ligne. À trente-cinq kilomètres du but, Lisa Brennauer sort et passe Anouska Koster puis l'attend. Jip van den Bos part ensuite à leur poursuite. Elle est ensuite rejointe par Anna Plichta. Au sprint, Lisa Brennauer devance Anouska Koster.
| \| Classement de l'étape \| Classement de l'étape \| Classement de l'étape \| Classement de l'étape \| Classement de l'étape \| \| Coureuse \| Coureuse \| Pays \| Équipe \| Temps \| \| --------------------- \| ----------------------- \| --------------------- \| --------------------- \| --------------------- \| \| 1re \| Lisa Brennauer \| Allemagne \| WNT-Rotor Pro Cycling \| 1 h 50 min 07 s \| \| 2e \| Anouska Koster \| Pays-Bas \| Virtu Cycling Women \| + 0 s \| \| 3e \| Jip van den Bos \| Pays-Bas \| Boels Dolmans \| + 33 s \| \| 4e \| Anna Plichta \| Pologne \| Trek-Segafredo \| + 33 s \| \| 5e \| Jolien D'Hoore \| Belgique \| Boels Dolmans \| + 40 s \| \| 6e \| Susanne Andersen \| Norvège \| Norvège \| + 40 s \| \| 7e \| Lorena Wiebes \| Pays-Bas \| Parkhotel Valkenburg \| + 40 s \| \| 8e \| Kirsten Wild \| Pays-Bas \| WNT-Rotor Pro Cycling \| + 40 s \| \| 9e \| Amber van der Hulst \| Pays-Bas \| Jan van Arckel \| + 40 s \| \| 10e \| Marjolein van 't Geloof \| Pays-Bas \| Pays-Bas \| + 40 s \| |                         |           |                       |                 |
| |                         |           |                       |                 |
| Source : ProCyclingStats |                         |           |                       |                 |
| Classement de l'étape |                         |           |                       |                 |
| Coureuse | Coureuse                | Pays      | Équipe                | Temps           |
| 1re | Lisa Brennauer          | Allemagne | WNT-Rotor Pro Cycling | 1 h 50 min 07 s |
| 2e | Anouska Koster          | Pays-Bas  | Virtu Cycling Women   | + 0 s           |
| 3e | Jip van den Bos         | Pays-Bas  | Boels Dolmans         | + 33 s          |
| 4e | Anna Plichta            | Pologne   | Trek-Segafredo        | + 33 s          |
| 5e | Jolien D'Hoore          | Belgique  | Boels Dolmans         | + 40 s          |
| 6e | Susanne Andersen        | Norvège   | Norvège               | + 40 s          |
| 7e | Lorena Wiebes           | Pays-Bas  | Parkhotel Valkenburg  | + 40 s          |
| 8e | Kirsten Wild            | Pays-Bas  | WNT-Rotor Pro Cycling | + 40 s          |
| 9e | Amber van der Hulst     | Pays-Bas  | Jan van Arckel        | + 40 s          |
| 10e | Marjolein van 't Geloof | Pays-Bas  | Pays-Bas              | + 40 s          |

| \| Classement général \| Classement général \| Classement général \| Classement général \| Classement général \| \| Coureuse \| Coureuse \| Pays \| Équipe \| Temps \| \| ------------------ \| ------------------ \| ------------------ \| --------------------- \| ------------------ \| \| 1re \| Lisa Klein \| Allemagne \| Canyon-SRAM Racing \| 11 h 13 min 17 s \| \| 2e \| Ellen van Dijk \| Pays-Bas \| Trek-Segafredo \| + 8 s \| \| 3e \| Kirsten Wild \| Pays-Bas \| WNT-Rotor Pro Cycling \| + 41 s \| \| 4e \| Amy Pieters \| Pays-Bas \| Boels Dolmans \| + 57 s \| \| 5e \| Alice Barnes \| Royaume-Uni \| Canyon-SRAM Racing \| + 1 min 01 s \| \| 6e \| Lotta Lepistö \| Finlande \| Trek-Segafredo \| + 1 min 29 s \| \| 7e \| Jolien D'Hoore \| Belgique \| Boels Dolmans \| + 1 min 29 s \| \| 8e \| Christine Majerus \| Luxembourg \| Boels Dolmans \| + 1 min 31 s \| \| 9e \| Lorena Wiebes \| Pays-Bas \| Parkhotel Valkenburg \| + 2 min 04 s \| \| 10e \| Anouska Koster \| Pays-Bas \| Virtu Cycling Women \| + 2 min 27 s \| |                   |             |                       |                  |
| |                   |             |                       |                  |
| Source : ProCyclingStats |                   |             |                       |                  |
| Classement général |                   |             |                       |                  |
| Coureuse | Coureuse          | Pays        | Équipe                | Temps            |
| 1re | Lisa Klein        | Allemagne   | Canyon-SRAM Racing    | 11 h 13 min 17 s |
| 2e | Ellen van Dijk    | Pays-Bas    | Trek-Segafredo        | + 8 s            |
| 3e | Kirsten Wild      | Pays-Bas    | WNT-Rotor Pro Cycling | + 41 s           |
| 4e | Amy Pieters       | Pays-Bas    | Boels Dolmans         | + 57 s           |
| 5e | Alice Barnes      | Royaume-Uni | Canyon-SRAM Racing    | + 1 min 01 s     |
| 6e | Lotta Lepistö     | Finlande    | Trek-Segafredo        | + 1 min 29 s     |
| 7e | Jolien D'Hoore    | Belgique    | Boels Dolmans         | + 1 min 29 s     |
| 8e | Christine Majerus | Luxembourg  | Boels Dolmans         | + 1 min 31 s     |
| 9e | Lorena Wiebes     | Pays-Bas    | Parkhotel Valkenburg  | + 2 min 04 s     |
| 10e | Anouska Koster    | Pays-Bas    | Virtu Cycling Women   | + 2 min 27 s     |

### 5eétape
Ellen van Dijk gagne le premier sprint intermédiaire et empoche ainsi les bonifications. Ensuite, un groupe d'échappée avec Britt Knaven, Skylar Schneider et une autre coureuse. À soixante-dix kilomètres de l'arrivée, Mieke Kröger passe à l'offensive et revient sur le groupe de tête. Elle est imitée par Pfeiffer Georgi. Elles sont néanmoins reprises. Merel Hofman est la suivante à attaquer sans plus de succès. À une trentaine de kilomètres de l'arrivée, la formation Boels Dolmans accélère le rythme du peloton. Anna van der Breggen attaque ensuite. À treize kilomètres de la ligne, elle est rejointe par Ellen van Dijk. Lisa Klein et Lisa Brennauer mènent la chasse et reprennent les fuyardes à cinq kilomètres du but. Au sprint, Kirsten Wild s'impose devant Jolien D'Hoore. Il n'y a pas de changement au classement général.
| \| Classement de l'étape \| Classement de l'étape \| Classement de l'étape \| Classement de l'étape \| Classement de l'étape \| \| Coureuse \| Coureuse \| Pays \| Équipe \| Temps \| \| --------------------- \| --------------------- \| --------------------- \| ------------------------- \| --------------------- \| \| 1re \| Kirsten Wild \| Pays-Bas \| WNT-Rotor Pro Cycling \| 3 h 03 min 35 s \| \| 2e \| Jolien D'Hoore \| Belgique \| Boels Dolmans \| + 0 s \| \| 3e \| Lorena Wiebes \| Pays-Bas \| Parkhotel Valkenburg \| + 0 s \| \| 4e \| Lotta Lepistö \| Finlande \| Trek-Segafredo \| + 0 s \| \| 5e \| Barbara Guarischi \| Italie \| Virtu Cycling Women \| + 0 s \| \| 6e \| Susanne Andersen \| Norvège \| Norvège \| + 0 s \| \| 7e \| Julia Soek \| Pays-Bas \| Pays-Bas \| + 0 s \| \| 8e \| Lonneke Uneken \| Pays-Bas \| Hitec Products-Birk Sport \| + 0 s \| \| 9e \| Amber van der Hulst \| Pays-Bas \| Jan van Arckel \| + 0 s \| \| 10e \| Nikol Płosaj \| Pologne \| Pologne \| + 0 s \| |                     |          |                           |                 |
| |                     |          |                           |                 |
| Source : ProCyclingStats |                     |          |                           |                 |
| Classement de l'étape |                     |          |                           |                 |
| Coureuse | Coureuse            | Pays     | Équipe                    | Temps           |
| 1re | Kirsten Wild        | Pays-Bas | WNT-Rotor Pro Cycling     | 3 h 03 min 35 s |
| 2e | Jolien D'Hoore      | Belgique | Boels Dolmans             | + 0 s           |
| 3e | Lorena Wiebes       | Pays-Bas | Parkhotel Valkenburg      | + 0 s           |
| 4e | Lotta Lepistö       | Finlande | Trek-Segafredo            | + 0 s           |
| 5e | Barbara Guarischi   | Italie   | Virtu Cycling Women       | + 0 s           |
| 6e | Susanne Andersen    | Norvège  | Norvège                   | + 0 s           |
| 7e | Julia Soek          | Pays-Bas | Pays-Bas                  | + 0 s           |
| 8e | Lonneke Uneken      | Pays-Bas | Hitec Products-Birk Sport | + 0 s           |
| 9e | Amber van der Hulst | Pays-Bas | Jan van Arckel            | + 0 s           |
| 10e | Nikol Płosaj        | Pologne  | Pologne                   | + 0 s           |

## Classements finals

### Classement général final
| \| Classement général \| Classement général \| Classement général \| Classement général \| Classement général \| \| Coureuse \| Coureuse \| Pays \| Équipe \| Temps \| \| ------------------ \| ------------------ \| ------------------ \| --------------------- \| ------------------ \| \| 1re \| Lisa Klein \| Allemagne \| Canyon-SRAM Racing \| 14 h 16 min 52 s \| \| 2e \| Ellen van Dijk \| Pays-Bas \| Trek-Segafredo \| + 8 s \| \| 3e \| Kirsten Wild \| Pays-Bas \| WNT-Rotor Pro Cycling \| + 31 s \| \| 4e \| Amy Pieters \| Pays-Bas \| Boels Dolmans \| + 57 s \| \| 5e \| Alice Barnes \| Royaume-Uni \| Canyon-SRAM Racing \| + 1 min 01 s \| \| 6e \| Jolien D'Hoore \| Belgique \| Boels Dolmans \| + 1 min 23 s \| \| 7e \| Lotta Lepistö \| Finlande \| Trek-Segafredo \| + 1 min 29 s \| \| 8e \| Christine Majerus \| Luxembourg \| Boels Dolmans \| + 1 min 31 s \| \| 9e \| Lorena Wiebes \| Pays-Bas \| Parkhotel Valkenburg \| + 1 min 58 s \| \| 10e \| Anouska Koster \| Pays-Bas \| Virtu Cycling Women \| + 2 min 27 s \| |                   |             |                       |                  |
| |                   |             |                       |                  |
| |                   |             |                       |                  |
| Classement général |                   |             |                       |                  |
| Coureuse | Coureuse          | Pays        | Équipe                | Temps            |
| 1re | Lisa Klein        | Allemagne   | Canyon-SRAM Racing    | 14 h 16 min 52 s |
| 2e | Ellen van Dijk    | Pays-Bas    | Trek-Segafredo        | + 8 s            |
| 3e | Kirsten Wild      | Pays-Bas    | WNT-Rotor Pro Cycling | + 31 s           |
| 4e | Amy Pieters       | Pays-Bas    | Boels Dolmans         | + 57 s           |
| 5e | Alice Barnes      | Royaume-Uni | Canyon-SRAM Racing    | + 1 min 01 s     |
| 6e | Jolien D'Hoore    | Belgique    | Boels Dolmans         | + 1 min 23 s     |
| 7e | Lotta Lepistö     | Finlande    | Trek-Segafredo        | + 1 min 29 s     |
| 8e | Christine Majerus | Luxembourg  | Boels Dolmans         | + 1 min 31 s     |
| 9e | Lorena Wiebes     | Pays-Bas    | Parkhotel Valkenburg  | + 1 min 58 s     |
| 10e | Anouska Koster    | Pays-Bas    | Virtu Cycling Women   | + 2 min 27 s     |

### Points UCI
| Position           | 1er | 2e | 3e | 4e | 5e | 6e | 7e | 8e | 9e | 10e | 11e | 12e | 13e à 15e | 16e à 25e |
| Classement général | 125 | 85 | 70 | 60 | 50 | 40 | 35 | 30 | 25 | 20  | 15  | 10  | 5         | 3         |
| Par étape          | 16  | 12 | 8  | 6  | 5  | 4  | 3  | 2  |    |     |     |     |           |           |
| Leader, par étape  | 3   |    |    |    |    |    |    |    |    |     |     |     |           |           |

### Classements annexes
| Classement par points | Classement par points | Classement par points | Classement par points | Classement par points |
| Coureuse              | Coureuse              | Pays                  | Équipe                | Points                |
| --------------------- | --------------------- | --------------------- | --------------------- | --------------------- |
| 1re                   | Kirsten Wild          | Pays-Bas              | WNT-Rotor Pro Cycling | 91 pts                |
| 2e                    | Jolien D'Hoore        | Belgique              | Boels Dolmans         | 65 pts                |
| 3e                    | Lotta Lepistö         | Finlande              | Trek-Segafredo        | 65 pts                |
| 4e                    | Lorena Wiebes         | Pays-Bas              | Parkhotel Valkenburg  | 55 pts                |
| 5e                    | Lisa Klein            | Allemagne             | Canyon-SRAM Racing    | 52 pts                |
| 6e                    | Barbara Guarischi     | Italie                | Virtu Cycling Women   | 50 pts                |
| 7e                    | Ellen van Dijk        | Pays-Bas              | Trek-Segafredo        | 44 pts                |
| 8e                    | Mieke Kröger          | Allemagne             | Virtu Cycling Women   | 39 pts                |
| 9e                    | Susanne Andersen      | Norvège               | Norvège               | 38 pts                |
| 10e                   | Lisa Brennauer        | Allemagne             | WNT-Rotor Pro Cycling | 34 pts                |

| Classement par points | Classement par points | Classement par points | Classement par points | Classement par points |
| Coureuse              | Coureuse              | Pays                  | Équipe                | Points                |
| --------------------- | --------------------- | --------------------- | --------------------- | --------------------- |
| 1re                   | Kirsten Wild          | Pays-Bas              | WNT-Rotor Pro Cycling | 91 pts                |
| 2e                    | Jolien D'Hoore        | Belgique              | Boels Dolmans         | 65 pts                |
| 3e                    | Lotta Lepistö         | Finlande              | Trek-Segafredo        | 65 pts                |
| 4e                    | Lorena Wiebes         | Pays-Bas              | Parkhotel Valkenburg  | 55 pts                |
| 5e                    | Lisa Klein            | Allemagne             | Canyon-SRAM Racing    | 52 pts                |
| 6e                    | Barbara Guarischi     | Italie                | Virtu Cycling Women   | 50 pts                |
| 7e                    | Ellen van Dijk        | Pays-Bas              | Trek-Segafredo        | 44 pts                |
| 8e                    | Mieke Kröger          | Allemagne             | Virtu Cycling Women   | 39 pts                |
| 9e                    | Susanne Andersen      | Norvège               | Norvège               | 38 pts                |
| 10e                   | Lisa Brennauer        | Allemagne             | WNT-Rotor Pro Cycling | 34 pts                |

| Classement du meilleur jeune | Classement du meilleur jeune | Classement du meilleur jeune | Classement du meilleur jeune | Classement du meilleur jeune |
| Coureuse                     | Coureuse                     | Pays                         | Équipe                       | Temps                        |
| ---------------------------- | ---------------------------- | ---------------------------- | ---------------------------- | ---------------------------- |
| 1re                          | Lorena Wiebes                | Pays-Bas                     | Parkhotel Valkenburg         | 14 h 18 min 50 s             |
| 2e                           | Rhona Callander              | Royaume-Uni                  | Grande-Bretagne              | + 40 s                       |
| 3e                           | Jessica Roberts              | Royaume-Uni                  | Grande-Bretagne              | + 1 min 15 s                 |
| 4e                           | Pfeiffer Georgi              | Royaume-Uni                  | Grande-Bretagne              | + 4 min 40 s                 |
| 5e                           | Susanne Andersen             | Norvège                      | Norvège                      | + 4 min 57 s                 |
| 6e                           | Lonneke Uneken               | Pays-Bas                     | Hitec Products-Birk Sport    | + 5 min 45 s                 |
| 7e                           | Amber van der Hulst          | Pays-Bas                     | Jan van Arckel               | + 5 min 54 s                 |
| 8e                           | Nicole Steigenga             | Pays-Bas                     | Pays-Bas                     | + 6 min 00 s                 |
| 9e                           | Skylar Schneider             | États-Unis                   | Boels Dolmans                | + 6 min 18 s                 |
| 10e                          | Letizia Paternoster          | Italie                       | Trek-Segafredo               | + 7 min 07 s                 |

| Classement du meilleur jeune | Classement du meilleur jeune | Classement du meilleur jeune | Classement du meilleur jeune | Classement du meilleur jeune |
| Coureuse                     | Coureuse                     | Pays                         | Équipe                       | Temps                        |
| ---------------------------- | ---------------------------- | ---------------------------- | ---------------------------- | ---------------------------- |
| 1re                          | Lorena Wiebes                | Pays-Bas                     | Parkhotel Valkenburg         | 14 h 18 min 50 s             |
| 2e                           | Rhona Callander              | Royaume-Uni                  | Grande-Bretagne              | + 40 s                       |
| 3e                           | Jessica Roberts              | Royaume-Uni                  | Grande-Bretagne              | + 1 min 15 s                 |
| 4e                           | Pfeiffer Georgi              | Royaume-Uni                  | Grande-Bretagne              | + 4 min 40 s                 |
| 5e                           | Susanne Andersen             | Norvège                      | Norvège                      | + 4 min 57 s                 |
| 6e                           | Lonneke Uneken               | Pays-Bas                     | Hitec Products-Birk Sport    | + 5 min 45 s                 |
| 7e                           | Amber van der Hulst          | Pays-Bas                     | Jan van Arckel               | + 5 min 54 s                 |
| 8e                           | Nicole Steigenga             | Pays-Bas                     | Pays-Bas                     | + 6 min 00 s                 |
| 9e                           | Skylar Schneider             | États-Unis                   | Boels Dolmans                | + 6 min 18 s                 |
| 10e                          | Letizia Paternoster          | Italie                       | Trek-Segafredo               | + 7 min 07 s                 |

| Classement des sprints | Classement des sprints | Classement des sprints | Classement des sprints | Classement des sprints |
| Coureuse               | Coureuse               | Pays                   | Équipe                 | Points                 |
| ---------------------- | ---------------------- | ---------------------- | ---------------------- | ---------------------- |
| 1re                    | Lisa Brennauer         | Allemagne              | WNT-Rotor Pro Cycling  | 18 pts                 |
| 2e                     | Anouska Koster         | Pays-Bas               | Virtu Cycling Women    | 13 pts                 |
| 3e                     | Natalie van Gogh       | Pays-Bas               | Biehler Pro Cycling    | 6 pts                  |

| Classement des sprints | Classement des sprints | Classement des sprints | Classement des sprints | Classement des sprints |
| Coureuse               | Coureuse               | Pays                   | Équipe                 | Points                 |
| ---------------------- | ---------------------- | ---------------------- | ---------------------- | ---------------------- |
| 1re                    | Lisa Brennauer         | Allemagne              | WNT-Rotor Pro Cycling  | 18 pts                 |
| 2e                     | Anouska Koster         | Pays-Bas               | Virtu Cycling Women    | 13 pts                 |
| 3e                     | Natalie van Gogh       | Pays-Bas               | Biehler Pro Cycling    | 6 pts                  |

| Classement Classement de la meilleure Néerlandaise en club | Classement Classement de la meilleure Néerlandaise en club | Classement Classement de la meilleure Néerlandaise en club | Classement Classement de la meilleure Néerlandaise en club | Classement Classement de la meilleure Néerlandaise en club |
|                                                            | Coureur                                                    | Pays                                                       | Équipe                                                     | Temps                                                      |
| ---------------------------------------------------------- | ---------------------------------------------------------- | ---------------------------------------------------------- | ---------------------------------------------------------- | ---------------------------------------------------------- |
| 1er                                                        | Amber van der Hulst                                        | Pays-Bas                                                   | Jan van Arckel                                             | en 14 h 24 min 44 s                                        |
| 2e                                                         | Mareille Meijering                                         | Pays-Bas                                                   | Team Drenthe                                               | +4 min 0 s                                                 |
| 3e                                                         | Esmée Peperkamp                                            | Pays-Bas                                                   | DJR Loving potatoes                                        | +10 min 1 s                                                |
| modifier                                                   |                                                            |                                                            |                                                            |                                                            |

| Classement par équipes | Classement par équipes | Classement par équipes | Classement par équipes |
| Équipe                 | Équipe                 | Pays                   | Temps                  |
| ---------------------- | ---------------------- | ---------------------- | ---------------------- |
| 1re                    | Boels Dolmans          | Pays-Bas               | 42 h 53 min 26 s       |
| 2e                     | Trek-Segafredo         | États-Unis             | + 7 min 43 s           |
| 3e                     | Virtu Cycling Women    | Danemark               | + 7 min 55 s           |

| Classement par équipes | Classement par équipes | Classement par équipes | Classement par équipes |
| Équipe                 | Équipe                 | Pays                   | Temps                  |
| ---------------------- | ---------------------- | ---------------------- | ---------------------- |
| 1re                    | Boels Dolmans          | Pays-Bas               | 42 h 53 min 26 s       |
| 2e                     | Trek-Segafredo         | États-Unis             | + 7 min 43 s           |
| 3e                     | Virtu Cycling Women    | Danemark               | + 7 min 55 s           |

## Évolution des classements
| Étape              |                             | Vainqueur _    | Classement général | Classement par points | Meilleure sprinteuse | Meilleure jeune | Super-combative      | Meilleure équipe _ | Amateur             |
| ------------------ | --------------------------- | -------------- | ------------------ | --------------------- | -------------------- | --------------- | -------------------- | ------------------ | ------------------- |
| 1re étape          | étape de plaine             | Lotta Lepistö  | Lotta Lepistö      | Lotta Lepistö         | Anouska Koster       | Jessica Roberts | Anouska Koster       | Boels Dolmans      | Amber van der Hulst |
| 2e étape           | étape de plaine             | Mieke Kröger   | Lotta Lepistö      | Lotta Lepistö         | Anouska Koster       | Lorena Wiebes   | Nicole Steigenga     | Boels Dolmans      | Amber van der Hulst |
| 3e étape           | étape de plaine             | Kirsten Wild   | Lotta Lepistö      | Lotta Lepistö         | Anouska Koster       | Lorena Wiebes   | Christine Majerus    | Boels Dolmans      | Amber van der Hulst |
| 4e a étape         | contre-la-montre individuel | Ellen van Dijk | Lisa Klein         | Kirsten Wild          | Anouska Koster       | Lorena Wiebes   | non attribué         | Boels Dolmans      | Amber van der Hulst |
| 4e b étape         | étape de plaine             | Lisa Brennauer | Lisa Klein         | Kirsten Wild          | Lisa Brennauer       | Lorena Wiebes   | Anouska Koster       | Boels Dolmans      | Amber van der Hulst |
| 5e étape           | étape de plaine             | Kirsten Wild   | Lisa Klein         | Kirsten Wild          | Lisa Brennauer       | Lorena Wiebes   | Anna van der Breggen | Boels Dolmans      | Amber van der Hulst |
| Classements finals | Classements finals          |                | Lisa Klein         | Kirsten Wild          | Lisa Brennauer       | Lorena Wiebes   | non attribué         | Boels Dolmans      | Amber van der Hulst |

Note : le classement amateur est en fait le classement de la meilleure amateur néerlandaise.

## Liste des participantes
| Légende                          | Légende                                                                                              | Légende                                | Légende |
| -------------------------------- | --- | -------------------------------------- | --- |
| Num                              | Dossard de départ porté par la coureuse sur ce Healthy Ageing Tour féminin                           | Pos                                    | Position finale au classement général                                                                           |
| Leader du classement général     | Indique la vainqueur du classement général                                                           | Leader du classement par points        | Indique la vainqueur du classement par points                                                                   |
| Leader du classement des sprints | Indique la vainqueur du classement des sprints                                                       | Leader du classement du meilleur jeune | Indique la vainqueur du classement de la meilleure jeune                                                        |
|                                  | Indique la vainqueur du classement de la meilleure amateuse néerlandaise                             |                                        | Indique un maillot de champion national ou mondial, suivi de sa spécialité                                      |
| #                                | Indique la meilleure équipe                                                                          | NP                                     | Indique une coureuse qui n'a pas pris le départ d'une étape, suivi du numéro de l'étape où elle s'est retirée   |
| AB                               | Indique une coureuse qui n'a pas terminé une étape, suivi du numéro de l'étape où elle s'est retirée | HD                                     | Indique un coureuse qui a terminé une étape hors des délais, suivi du numéro de l'étape                         |
| DSQ                              | Indique un coureur qui a été disqualifié de la course, suivi du numéro de l'étape                    | *                                      | Indique un coureuse en lice pour le classement de la meilleure jeune (coureuses nées après le 1er janvier 1996) |

| Boels Dolmans DLT | Boels Dolmans DLT                         | Boels Dolmans DLT |
| ----------------- | ----------------------------------------- | ----------------- |
| Num               | Coureuse                                  | Pos               |
| 1                 | Amy Pieters (NED)                         | 4e                |
| 2                 | Anna van der Breggen (NED) (route)        | 16e               |
| 3                 | Skylar Schneider (USA)                    | 27e               |
| 4                 | Jolien D'Hoore (BEL)                      | 6e                |
| 5                 | Jip van den Bos (NED)                     | 22e               |
| 6                 | Christine Majerus (LUX) (route et chrono) | 8e                |

| Trek-Segafredo TFS | Trek-Segafredo TFS                    | Trek-Segafredo TFS |
| ------------------ | ------------------------------------- | ------------------ |
| Num                | Coureuse                              | Pos                |
| 11                 | Lauretta Hanson (AUS)                 | 36e                |
| 12                 | Lotta Lepistö (FIN) (route et chrono) | 7e                 |
| 13                 | Letizia Paternoster (ITA)             | 29e                |
| 14                 | Ellen van Dijk (NED) (chrono)         | 2e                 |
| 15                 | Anna Plichta (POL)                    | 44e                |
| 16                 | Trixi Worrack (GER)                   | 52e                |

| Canyon-SRAM Racing CSR | Canyon-SRAM Racing CSR | Canyon-SRAM Racing CSR |
| ---------------------- | ---------------------- | ---------------------- |
| Num                    | Coureuse               | Pos                    |
| 21                     | Alice Barnes (GBR)     | 5e                     |
| 22                     | Lisa Klein (GER)       | 1re                    |
| 23                     | Christa Riffel (GER)   | NP-2                   |
| 24                     | Tanja Erath (GER)      | 62e                    |
| 25                     | Ella Harris (NZL)      | AB-1                   |
| 26                     | Rotem Gafinovitz (ISR) | 49e                    |

| WNT-Rotor Pro Cycling WNT | WNT-Rotor Pro Cycling WNT     | WNT-Rotor Pro Cycling WNT |
| ------------------------- | ----------------------------- | ------------------------- |
| Num                       | Coureuse                      | Pos                       |
| 31                        | Kirsten Wild (NED)            | 3e                        |
| 32                        | Aafke Soet (NED)              | 64e                       |
| 33                        | Ane Santesteban (ESP)         | 78e                       |
| 34                        | Lisa Brennauer (GER) (chrono) | 15e                       |
| 35                        | Kathrin Hammes (GER)          | 79e                       |
| 36                        | Lea Lin Teutenberg (GER)      | 59e                       |

| Virtu Cycling Women TVC | Virtu Cycling Women TVC | Virtu Cycling Women TVC |
| ----------------------- | ----------------------- | ----------------------- |
| Num                     | Coureuse                | Pos                     |
| 41                      | Barbara Guarischi (ITA) | 11e                     |
| 42                      | Anouska Koster (NED)    | 10e                     |
| 43                      | Mieke Kröger (GER)      | 18e                     |
| 44                      | Sara Penton (SWE)       | 30e                     |
| 45                      | Emilie Moberg (NOR)     | 28e                     |
| 46                      | Louise Norman Hansen    | 38e                     |

| Parkhotel Valkenburg PHV | Parkhotel Valkenburg PHV        | Parkhotel Valkenburg PHV |
| ------------------------ | ------------------------------- | ------------------------ |
| Num                      | Coureuse                        | Pos                      |
| 51                       | Lorena Wiebes (NED)             | 9e                       |
| 52                       | Sylvie Swinkels (NED)           | 63e                      |
| 53                       | Marit Raaijmakers (NED)         | AB-1                     |
| 54                       | Janine van der Meer (NED)       | 46e                      |
| 55                       | Ann-Sophie Duyck (BEL) (chrono) | 32e                      |
| 56                       | Loes Adegeest (NED)             | 80e                      |

| Hitec Products-Birk Sport HPU | Hitec Products-Birk Sport HPU | Hitec Products-Birk Sport HPU |
| ----------------------------- | ----------------------------- | ----------------------------- |
| Num                           | Coureuse                      | Pos                           |
| 61                            | Lonneke Uneken (NED)          | 24e                           |
| 62                            | Lucy van der Haar (GBR)       | 47e                           |
| 63                            | Chanella Stougje (NED)        | NP-4a                         |
| 64                            | Marta Tagliaferro (ITA)       | NP-4a                         |
| 65                            | Amalie Lutro (NOR)            | 75e                           |
| 66                            | Julie Meyer Solvang (NOR)     | 58e                           |

| Biehler Pro Cycling BPC | Biehler Pro Cycling BPC  | Biehler Pro Cycling BPC |
| ----------------------- | ------------------------ | ----------------------- |
| Num                     | Coureuse                 | Pos                     |
| 71                      | Henrietta Colborne (GBR) | 57e                     |
| 72                      | Merel Hofman (NED)       | 56e                     |
| 73                      | Nienke Wasmus (NED)      | 39e                     |
| 74                      | Melanie Klement (NED)    | NP-4a                   |
| 75                      | Natalie van Gogh (NED)   | 13e                     |
| 76                      | Teuntje Beekhuis (NED)   | 60e                     |

| Pays-Bas NED | Pays-Bas NED            | Pays-Bas NED |
| ------------ | ----------------------- | ------------ |
| Num          | Coureuse                | Pos          |
| 81           | Nicole Steigenga        | 26e          |
| 82           | Karlijn Swinkels        | 31e          |
| 83           | Marjolein van 't Geloof | 43e          |
| 84           | Julia Soek              | 23e          |
| 85           | Kylie Waterreus         | 34e          |
| 86           | Maaike Boogaard         | 65e          |

| Norvège NOR | Norvège NOR                   | Norvège NOR |
| ----------- | ----------------------------- | ----------- |
| Num         | Coureuse                      | Pos         |
| 91          | Susanne Andersen              | 21e         |
| 92          | Stine Borgli                  | 66e         |
| 93          | Line Marie Gulliksen (chrono) | 42e         |
| 94          | Vibeke Lystad                 | 94e         |
| 95          | Malin Eriksen                 | AB-1        |
| 96          | Birgitte Ravndal              | AB-5        |

| Allemagne GER | Allemagne GER           | Allemagne GER |
| ------------- | ----------------------- | ------------- |
| Num           | Coureuse                | Pos           |
| 101           | Romy Kasper             | 17e           |
| 102           | Lisa Küllmer            | AB-3          |
| 104           | Laura Süßemilch         | 41e           |
| 105           | Katharina Hechler       | 61e           |
| 106           | Dorothea Anna Heitzmann | 82e           |

| Grande-Bretagne GBR | Grande-Bretagne GBR | Grande-Bretagne GBR |
| ------------------- | ------------------- | ------------------- |
| Num                 | Coureuse            | Pos                 |
| 111                 | Anna Docherty       | 81e                 |
| 112                 | Pfeiffer Georgi     | 20e                 |
| 113                 | Josie Knight        | AB-2                |
| 114                 | Rebecca Raybould    | AB-3                |
| 115                 | Jessica Roberts     | 14e                 |
| 116                 | Rhona Callander     | 12e                 |

| Belgique BEL | Belgique BEL          | Belgique BEL |
| ------------ | --------------------- | ------------ |
| Num          | Coureuse              | Pos          |
| 122          | Fien Delbaere         | 48e          |
| 123          | Kaat Hannes           | 45e          |
| 124          | Lone Meertens         | 88e          |
| 125          | Saartje Vandenbroucke | 35e          |
| 126          | Jesse Vandenbulcke    | 53e          |

| Pologne POL | Pologne POL     | Pologne POL |
| ----------- | --------------- | ----------- |
| Num         | Coureuse        | Pos         |
| 131         | Nikol Płosaj    | 50e         |
| 132         | Marta Jaskulska | 40e         |
| 133         | Dorota Przezak  | 73e         |
| 134         | Kaja Rysz       | 93e         |
| 135         | Anna Sagan      | 70e         |
| 136         | Weronika Humelt | 54e         |

| Jan van Arckel ___ | Jan van Arckel ___        | Jan van Arckel ___ |
| ------------------ | ------------------------- | ------------------ |
| Num                | Coureuse                  | Pos                |
| 141                | Karin van Leeuwen (NED)   | AB-1               |
| 142                | Bente van Teeseling (NED) | NP-3               |
| 143                | Thirza Korevaar (NED)     | AB-1               |
| 144                | Minke Bakker (NED)        | 74e                |
| 145                | Amber van der Hulst (NED) | 25e                |
| 146                | Maaike Meistrok (NED)     | 97e                |

| John Deere NWVG ___ | John Deere NWVG ___             | John Deere NWVG ___ |
| ------------------- | ------------------------------- | ------------------- |
| Num                 | Coureuse                        | Pos                 |
| 151                 | Anne Marijn van der Graaf (NED) | AB-5                |
| 152                 | Wendy Oosterwoud (NED)          | AB-4b               |
| 153                 | Rixt Hoogland (NED)             | 91e                 |
| 154                 | Yvet Schoonewille (NED)         | AB-1                |
| 155                 | Manon De Boer (NED)             | 92e                 |
| 156                 | Lisa-Marie Hoffmann (GER)       | AB-1                |

| Team Drenthe ___ | Team Drenthe ___         | Team Drenthe ___ |
| ---------------- | ------------------------ | ---------------- |
| Num              | Coureuse                 | Pos              |
| 161              | Floor Weerink (NED)      | 71e              |
| 162              | Mareille Meijering (NED) | 33e              |
| 163              | Mathea Neijmeijer (NED)  | 86e              |

| Sans équipe ___ | Sans équipe ___     | Sans équipe ___ |
| --------------- | ------------------- | --------------- |
| Num             | Coureuse            | Pos             |
| 164             | Anne Dijkstra (NED) | 99e             |

| Team Drenthe ___ | Team Drenthe ___   | Team Drenthe ___ |
| ---------------- | ------------------ | ---------------- |
| Num              | Coureuse           | Pos              |
| 165              | Nicole Clerx (NED) | 95e              |
| 166              | Marthe Roose (NED) | AB-1             |

| SWABO Women Development Team ___ | SWABO Women Development Team ___ | SWABO Women Development Team ___ |
| -------------------------------- | -------------------------------- | -------------------------------- |
| Num                              | Coureuse                         | Pos                              |
| 171                              | Hanneke de Goeje (NED)           | 89e                              |
| 172                              | Lieke van der Draaij (NED)       | 96e                              |
| 173                              | Eva Bijwaard (NED)               | 55e                              |
| 174                              | Phaedra Krol (NED)               | AB-1                             |
| 175                              | Laura van Regenmortel (NED)      | AB-2                             |
| 176                              | Inez Beijer (NED)                | 83e                              |

| Rogelli-Gyproc ___ | Rogelli-Gyproc ___        | Rogelli-Gyproc ___ |
| ------------------ | ------------------------- | ------------------ |
| Num                | Coureuse                  | Pos                |
| 181                | Nathalie Bex (BEL)        | AB-3               |
| 182                | Shari Bossuyt (BEL)       | 69e                |
| 183                | Cathalijne Hoolwerf (NED) | 85e                |
| 184                | Britt Knaven (BEL)        | 37e                |
| 185                | Ingrit Verhoeff (NED)     | 77e                |
| 186                | Eva Jonkers (NED)         | 76e                |

| Loving potatoes-de Jonge Renner ___ | Loving potatoes-de Jonge Renner ___ | Loving potatoes-de Jonge Renner ___ |
| ----------------------------------- | ----------------------------------- | ----------------------------------- |
| Num                                 | Coureuse                            | Pos                                 |
| 191                                 | Ingrid van den Wijngaard (NED)      | AB-1                                |
| 192                                 | Devon Kuijstermans (NED)            | AB-3                                |
| 193                                 | Esmée Peperkamp (NED)               | 51e                                 |
| 194                                 | Jet Wildeman (NED)                  | AB-1                                |
| 195                                 | Berdine Bakker (NED)                | NP-3                                |
| 196                                 | Tessa van der Velden (NED)          | AB-1                                |

| Adelaar Ladies ___ | Adelaar Ladies ___       | Adelaar Ladies ___ |
| ------------------ | ------------------------ | ------------------ |
| Num                | Coureuse                 | Pos                |
| 201                | Tessa Paardekooper (NED) | 84e                |
| 202                | Aranka Berends (NED)     | AB-5               |
| 203                | Yva Geluk (NED)          | 67e                |
| 204                | Willemiek Meinders (NED) | AB-1               |
| 205                | Michelle de Graaf (NED)  | AB-1               |

| Liv Awol ___ | Liv Awol ___              | Liv Awol ___ |
| ------------ | ------------------------- | ------------ |
| Num          | Coureuse                  | Pos          |
| 211          | Madeleine Gammons (GBR)   | AB-1         |
| 212          | Louise Scupham (GBR)      | AB-1         |
| 213          | Clover Murray (GBR)       | AB-1         |
| 214          | Connie Hayes (GBR)        | AB-1         |
| 215          | Charlotte Broughton (GBR) | AB-2         |
| 216          | Hannah Bayes (GBR)        | AB-1         |

| Equano ___ | Equano ___               | Equano ___ |
| ---------- | ------------------------ | ---------- |
| Num        | Coureuse                 | Pos        |
| 221        | Daniela Gaß (GER)        | 68e        |
| 222        | Gaia Tortolina (ITA)     | 98e        |
| 223        | Elyse Fraser (NZL)       | 90e        |
| 224        | Karolina Perekitko (POL) | AB-3       |
| 225        | Ines Malfait (BEL)       | AB-1       |

| Westland Wil Vooruit ___ | Westland Wil Vooruit ___    | Westland Wil Vooruit ___ |
| ------------------------ | --------------------------- | ------------------------ |
| Num                      | Coureuse                    | Pos                      |
| 231                      | Pernilla van Rozelaar (NED) | AB-1                     |
| 232                      | Emma Boogaard (NED)         | AB-1                     |
| 233                      | Gwenno Hughes (GBR)         | 72e                      |
| 234                      | Kim Baptista (GBR)          | AB-3                     |
| 235                      | Nina Kessler (NED)          | 19e                      |
| 236                      | Maartje De Boer (NED)       | NP-4a                    |

| Restore ___ | Restore ___             | Restore ___ |
| ----------- | ----------------------- | ----------- |
| Num         | Coureuse                | Pos         |
| 241         | Esther Van Leeuwe (NED) | AB-3        |
| 242         | Marieke de Graaf (NED)  | AB-1        |
| 243         | Alicja Verhagen (NED)   | AB-1        |
| 244         | Ilse Miltenburg (NED)   | 87e         |

| Amager Cykle Ring ___ | Amager Cykle Ring ___ | Amager Cykle Ring ___ |
| --------------------- | --------------------- | --------------------- |
| Num                   | Coureuse              | Pos                   |
| 245                   | Rikke Bak Dalgaard    | AB-1                  |

| Restore ___ | Restore ___        | Restore ___ |
| ----------- | ------------------ | ----------- |
| Num         | Coureuse           | Pos         |
| 246         | Gina Hofland (NED) | AB-1        |

| Boels Dolmans DLT | Boels Dolmans DLT                         | Boels Dolmans DLT |
| ----------------- | ----------------------------------------- | ----------------- |
| Num               | Coureuse                                  | Pos               |
| 1                 | Amy Pieters (NED)                         | 4e                |
| 2                 | Anna van der Breggen (NED) (route)        | 16e               |
| 3                 | Skylar Schneider (USA)                    | 27e               |
| 4                 | Jolien D'Hoore (BEL)                      | 6e                |
| 5                 | Jip van den Bos (NED)                     | 22e               |
| 6                 | Christine Majerus (LUX) (route et chrono) | 8e                |

| Trek-Segafredo TFS | Trek-Segafredo TFS                    | Trek-Segafredo TFS |
| ------------------ | ------------------------------------- | ------------------ |
| Num                | Coureuse                              | Pos                |
| 11                 | Lauretta Hanson (AUS)                 | 36e                |
| 12                 | Lotta Lepistö (FIN) (route et chrono) | 7e                 |
| 13                 | Letizia Paternoster (ITA)             | 29e                |
| 14                 | Ellen van Dijk (NED) (chrono)         | 2e                 |
| 15                 | Anna Plichta (POL)                    | 44e                |
| 16                 | Trixi Worrack (GER)                   | 52e                |

| Canyon-SRAM Racing CSR | Canyon-SRAM Racing CSR | Canyon-SRAM Racing CSR |
| ---------------------- | ---------------------- | ---------------------- |
| Num                    | Coureuse               | Pos                    |
| 21                     | Alice Barnes (GBR)     | 5e                     |
| 22                     | Lisa Klein (GER)       | 1re                    |
| 23                     | Christa Riffel (GER)   | NP-2                   |
| 24                     | Tanja Erath (GER)      | 62e                    |
| 25                     | Ella Harris (NZL)      | AB-1                   |
| 26                     | Rotem Gafinovitz (ISR) | 49e                    |

| WNT-Rotor Pro Cycling WNT | WNT-Rotor Pro Cycling WNT     | WNT-Rotor Pro Cycling WNT |
| ------------------------- | ----------------------------- | ------------------------- |
| Num                       | Coureuse                      | Pos                       |
| 31                        | Kirsten Wild (NED)            | 3e                        |
| 32                        | Aafke Soet (NED)              | 64e                       |
| 33                        | Ane Santesteban (ESP)         | 78e                       |
| 34                        | Lisa Brennauer (GER) (chrono) | 15e                       |
| 35                        | Kathrin Hammes (GER)          | 79e                       |
| 36                        | Lea Lin Teutenberg (GER)      | 59e                       |

| Virtu Cycling Women TVC | Virtu Cycling Women TVC | Virtu Cycling Women TVC |
| ----------------------- | ----------------------- | ----------------------- |
| Num                     | Coureuse                | Pos                     |
| 41                      | Barbara Guarischi (ITA) | 11e                     |
| 42                      | Anouska Koster (NED)    | 10e                     |
| 43                      | Mieke Kröger (GER)      | 18e                     |
| 44                      | Sara Penton (SWE)       | 30e                     |
| 45                      | Emilie Moberg (NOR)     | 28e                     |
| 46                      | Louise Norman Hansen    | 38e                     |

| Parkhotel Valkenburg PHV | Parkhotel Valkenburg PHV        | Parkhotel Valkenburg PHV |
| ------------------------ | ------------------------------- | ------------------------ |
| Num                      | Coureuse                        | Pos                      |
| 51                       | Lorena Wiebes (NED)             | 9e                       |
| 52                       | Sylvie Swinkels (NED)           | 63e                      |
| 53                       | Marit Raaijmakers (NED)         | AB-1                     |
| 54                       | Janine van der Meer (NED)       | 46e                      |
| 55                       | Ann-Sophie Duyck (BEL) (chrono) | 32e                      |
| 56                       | Loes Adegeest (NED)             | 80e                      |

| Hitec Products-Birk Sport HPU | Hitec Products-Birk Sport HPU | Hitec Products-Birk Sport HPU |
| ----------------------------- | ----------------------------- | ----------------------------- |
| Num                           | Coureuse                      | Pos                           |
| 61                            | Lonneke Uneken (NED)          | 24e                           |
| 62                            | Lucy van der Haar (GBR)       | 47e                           |
| 63                            | Chanella Stougje (NED)        | NP-4a                         |
| 64                            | Marta Tagliaferro (ITA)       | NP-4a                         |
| 65                            | Amalie Lutro (NOR)            | 75e                           |
| 66                            | Julie Meyer Solvang (NOR)     | 58e                           |

| Biehler Pro Cycling BPC | Biehler Pro Cycling BPC  | Biehler Pro Cycling BPC |
| ----------------------- | ------------------------ | ----------------------- |
| Num                     | Coureuse                 | Pos                     |
| 71                      | Henrietta Colborne (GBR) | 57e                     |
| 72                      | Merel Hofman (NED)       | 56e                     |
| 73                      | Nienke Wasmus (NED)      | 39e                     |
| 74                      | Melanie Klement (NED)    | NP-4a                   |
| 75                      | Natalie van Gogh (NED)   | 13e                     |
| 76                      | Teuntje Beekhuis (NED)   | 60e                     |

| Pays-Bas NED | Pays-Bas NED            | Pays-Bas NED |
| ------------ | ----------------------- | ------------ |
| Num          | Coureuse                | Pos          |
| 81           | Nicole Steigenga        | 26e          |
| 82           | Karlijn Swinkels        | 31e          |
| 83           | Marjolein van 't Geloof | 43e          |
| 84           | Julia Soek              | 23e          |
| 85           | Kylie Waterreus         | 34e          |
| 86           | Maaike Boogaard         | 65e          |

| Norvège NOR | Norvège NOR                   | Norvège NOR |
| ----------- | ----------------------------- | ----------- |
| Num         | Coureuse                      | Pos         |
| 91          | Susanne Andersen              | 21e         |
| 92          | Stine Borgli                  | 66e         |
| 93          | Line Marie Gulliksen (chrono) | 42e         |
| 94          | Vibeke Lystad                 | 94e         |
| 95          | Malin Eriksen                 | AB-1        |
| 96          | Birgitte Ravndal              | AB-5        |

| Allemagne GER | Allemagne GER           | Allemagne GER |
| ------------- | ----------------------- | ------------- |
| Num           | Coureuse                | Pos           |
| 101           | Romy Kasper             | 17e           |
| 102           | Lisa Küllmer            | AB-3          |
| 104           | Laura Süßemilch         | 41e           |
| 105           | Katharina Hechler       | 61e           |
| 106           | Dorothea Anna Heitzmann | 82e           |

| Grande-Bretagne GBR | Grande-Bretagne GBR | Grande-Bretagne GBR |
| ------------------- | ------------------- | ------------------- |
| Num                 | Coureuse            | Pos                 |
| 111                 | Anna Docherty       | 81e                 |
| 112                 | Pfeiffer Georgi     | 20e                 |
| 113                 | Josie Knight        | AB-2                |
| 114                 | Rebecca Raybould    | AB-3                |
| 115                 | Jessica Roberts     | 14e                 |
| 116                 | Rhona Callander     | 12e                 |

| Belgique BEL | Belgique BEL          | Belgique BEL |
| ------------ | --------------------- | ------------ |
| Num          | Coureuse              | Pos          |
| 122          | Fien Delbaere         | 48e          |
| 123          | Kaat Hannes           | 45e          |
| 124          | Lone Meertens         | 88e          |
| 125          | Saartje Vandenbroucke | 35e          |
| 126          | Jesse Vandenbulcke    | 53e          |

| Pologne POL | Pologne POL     | Pologne POL |
| ----------- | --------------- | ----------- |
| Num         | Coureuse        | Pos         |
| 131         | Nikol Płosaj    | 50e         |
| 132         | Marta Jaskulska | 40e         |
| 133         | Dorota Przezak  | 73e         |
| 134         | Kaja Rysz       | 93e         |
| 135         | Anna Sagan      | 70e         |
| 136         | Weronika Humelt | 54e         |

| Jan van Arckel ___ | Jan van Arckel ___        | Jan van Arckel ___ |
| ------------------ | ------------------------- | ------------------ |
| Num                | Coureuse                  | Pos                |
| 141                | Karin van Leeuwen (NED)   | AB-1               |
| 142                | Bente van Teeseling (NED) | NP-3               |
| 143                | Thirza Korevaar (NED)     | AB-1               |
| 144                | Minke Bakker (NED)        | 74e                |
| 145                | Amber van der Hulst (NED) | 25e                |
| 146                | Maaike Meistrok (NED)     | 97e                |

| John Deere NWVG ___ | John Deere NWVG ___             | John Deere NWVG ___ |
| ------------------- | ------------------------------- | ------------------- |
| Num                 | Coureuse                        | Pos                 |
| 151                 | Anne Marijn van der Graaf (NED) | AB-5                |
| 152                 | Wendy Oosterwoud (NED)          | AB-4b               |
| 153                 | Rixt Hoogland (NED)             | 91e                 |
| 154                 | Yvet Schoonewille (NED)         | AB-1                |
| 155                 | Manon De Boer (NED)             | 92e                 |
| 156                 | Lisa-Marie Hoffmann (GER)       | AB-1                |

| Team Drenthe ___ | Team Drenthe ___         | Team Drenthe ___ |
| ---------------- | ------------------------ | ---------------- |
| Num              | Coureuse                 | Pos              |
| 161              | Floor Weerink (NED)      | 71e              |
| 162              | Mareille Meijering (NED) | 33e              |
| 163              | Mathea Neijmeijer (NED)  | 86e              |

| Sans équipe ___ | Sans équipe ___     | Sans équipe ___ |
| --------------- | ------------------- | --------------- |
| Num             | Coureuse            | Pos             |
| 164             | Anne Dijkstra (NED) | 99e             |

| Team Drenthe ___ | Team Drenthe ___   | Team Drenthe ___ |
| ---------------- | ------------------ | ---------------- |
| Num              | Coureuse           | Pos              |
| 165              | Nicole Clerx (NED) | 95e              |
| 166              | Marthe Roose (NED) | AB-1             |

| SWABO Women Development Team ___ | SWABO Women Development Team ___ | SWABO Women Development Team ___ |
| -------------------------------- | -------------------------------- | -------------------------------- |
| Num                              | Coureuse                         | Pos                              |
| 171                              | Hanneke de Goeje (NED)           | 89e                              |
| 172                              | Lieke van der Draaij (NED)       | 96e                              |
| 173                              | Eva Bijwaard (NED)               | 55e                              |
| 174                              | Phaedra Krol (NED)               | AB-1                             |
| 175                              | Laura van Regenmortel (NED)      | AB-2                             |
| 176                              | Inez Beijer (NED)                | 83e                              |

| Rogelli-Gyproc ___ | Rogelli-Gyproc ___        | Rogelli-Gyproc ___ |
| ------------------ | ------------------------- | ------------------ |
| Num                | Coureuse                  | Pos                |
| 181                | Nathalie Bex (BEL)        | AB-3               |
| 182                | Shari Bossuyt (BEL)       | 69e                |
| 183                | Cathalijne Hoolwerf (NED) | 85e                |
| 184                | Britt Knaven (BEL)        | 37e                |
| 185                | Ingrit Verhoeff (NED)     | 77e                |
| 186                | Eva Jonkers (NED)         | 76e                |

| Loving potatoes-de Jonge Renner ___ | Loving potatoes-de Jonge Renner ___ | Loving potatoes-de Jonge Renner ___ |
| ----------------------------------- | ----------------------------------- | ----------------------------------- |
| Num                                 | Coureuse                            | Pos                                 |
| 191                                 | Ingrid van den Wijngaard (NED)      | AB-1                                |
| 192                                 | Devon Kuijstermans (NED)            | AB-3                                |
| 193                                 | Esmée Peperkamp (NED)               | 51e                                 |
| 194                                 | Jet Wildeman (NED)                  | AB-1                                |
| 195                                 | Berdine Bakker (NED)                | NP-3                                |
| 196                                 | Tessa van der Velden (NED)          | AB-1                                |

| Adelaar Ladies ___ | Adelaar Ladies ___       | Adelaar Ladies ___ |
| ------------------ | ------------------------ | ------------------ |
| Num                | Coureuse                 | Pos                |
| 201                | Tessa Paardekooper (NED) | 84e                |
| 202                | Aranka Berends (NED)     | AB-5               |
| 203                | Yva Geluk (NED)          | 67e                |
| 204                | Willemiek Meinders (NED) | AB-1               |
| 205                | Michelle de Graaf (NED)  | AB-1               |

| Liv Awol ___ | Liv Awol ___              | Liv Awol ___ |
| ------------ | ------------------------- | ------------ |
| Num          | Coureuse                  | Pos          |
| 211          | Madeleine Gammons (GBR)   | AB-1         |
| 212          | Louise Scupham (GBR)      | AB-1         |
| 213          | Clover Murray (GBR)       | AB-1         |
| 214          | Connie Hayes (GBR)        | AB-1         |
| 215          | Charlotte Broughton (GBR) | AB-2         |
| 216          | Hannah Bayes (GBR)        | AB-1         |

| Equano ___ | Equano ___               | Equano ___ |
| ---------- | ------------------------ | ---------- |
| Num        | Coureuse                 | Pos        |
| 221        | Daniela Gaß (GER)        | 68e        |
| 222        | Gaia Tortolina (ITA)     | 98e        |
| 223        | Elyse Fraser (NZL)       | 90e        |
| 224        | Karolina Perekitko (POL) | AB-3       |
| 225        | Ines Malfait (BEL)       | AB-1       |

| Westland Wil Vooruit ___ | Westland Wil Vooruit ___    | Westland Wil Vooruit ___ |
| ------------------------ | --------------------------- | ------------------------ |
| Num                      | Coureuse                    | Pos                      |
| 231                      | Pernilla van Rozelaar (NED) | AB-1                     |
| 232                      | Emma Boogaard (NED)         | AB-1                     |
| 233                      | Gwenno Hughes (GBR)         | 72e                      |
| 234                      | Kim Baptista (GBR)          | AB-3                     |
| 235                      | Nina Kessler (NED)          | 19e                      |
| 236                      | Maartje De Boer (NED)       | NP-4a                    |

| Restore ___ | Restore ___             | Restore ___ |
| ----------- | ----------------------- | ----------- |
| Num         | Coureuse                | Pos         |
| 241         | Esther Van Leeuwe (NED) | AB-3        |
| 242         | Marieke de Graaf (NED)  | AB-1        |
| 243         | Alicja Verhagen (NED)   | AB-1        |
| 244         | Ilse Miltenburg (NED)   | 87e         |

| Amager Cykle Ring ___ | Amager Cykle Ring ___ | Amager Cykle Ring ___ |
| --------------------- | --------------------- | --------------------- |
| Num                   | Coureuse              | Pos                   |
| 245                   | Rikke Bak Dalgaard    | AB-1                  |

| Restore ___ | Restore ___        | Restore ___ |
| ----------- | ------------------ | ----------- |
| Num         | Coureuse           | Pos         |
| 246         | Gina Hofland (NED) | AB-1        |

## Organisation et règlement

### Organisation
La course est organisée par l'association Courage events.

### Partenaires
La course est financée par Healthy Ageing.

### Règlement de la course

#### Délais
Lors d'une course cycliste, les coureurs sont tenus d'arriver dans un laps de temps imparti à la suite du premier pour pouvoir être classés. Les délais prévus sont de 10 % pour toutes les étapes en ligne. Aucun délais ne s'applique au contre-la-montre individuel. La règle des trois kilomètres s'applique conformément au règlement UCI.

#### Classements et bonifications
Le classement général individuel au temps est calculé par le cumul des temps enregistrés dans chacune des étapes parcourues. Des bonifications et d'éventuelles pénalisations sont incluses dans le calcul du classement. Le coureur qui est premier de ce classement est porteur du maillot jaune. En cas d'égalité au temps, les centièmes de secondes du contre-la-montre sont pris en considération. En cas de nouvelle égalité, la somme des places obtenues sur chaque étape départage les concurrentes.
Des bonifications sont attribuées dans cette épreuve. L'arrivée des étapes donne dix, six et quatre secondes de bonifications aux trois premières. Par ailleurs, durant la course, il existe des sprints intermédiaires dont les trois premiers sont récompensés respectivement de trois secondes, deux secondes et une seconde.

##### Classement par points
Le maillot vert, récompense le classement par points. Celui-ci se calcule selon le classement lors des arrivées d'étape.
Les étapes en ligne et le contre-la-montre individuel attribuent aux quinze premières des points selon le décompte suivant : 25, 20, 16, 14, 12, 10, 9, 8, 7, 6, 5, 4, 3, 2 et 1. En cas d'égalité, les coureurs sont prioritairement départagés par le nombre de victoires d'étapes. Si l'égalité persiste, la place obtenue au classement général entrent en compte. Pour être classé, un coureur doit avoir terminé la course dans les délais.

##### Classement des sprints
Le maillot orange, récompense le classement des sprints. Des sprints intermédiaires attribuent 3, 2 et 1 points aux trois premières. En cas d'égalité, le dernier sprint départage les concurrentes.

##### Classement de la meilleure jeune
Le classement de la meilleure jeune ne concerne qu'une certaine catégorie de coureuses, celles étant âgées de moins de 23 ans. C'est-à-dire aux coureuses nées après le 1er janvier 1997. Ce classement, basé sur le classement général, attribue au premier un maillot blanc.

##### Prix de la combativité
Le jury des commissaires attribue un prix de la combativité à la fin de chaque étape à une coureuse. Elle porte le maillot rouge. Il n'y a pas de classement final pour ce prix.

##### Classement de la meilleure Néerlandaise en club
Le classement de la meilleure Néerlandaise en club ne concerne qu'une certaine catégorie de coureuses, celles de nationalité Néerlandaise courant dans une équipe régionale ou amateur. Ce classement, basé sur le classement général, attribue au premier un maillot bleu.

##### Classement de la meilleure équipe
Le temps au classement général des trois meilleures coureuses de chaque équipe est additionné. Les bonus ne comptent pas à l'inverse des pénalités. En cas d'égalité, les places des trois meilleures coureuses de chaque équipe sont additionnées.

##### Répartition des maillots
Chaque coureuse en tête d'un classement est porteuse du maillot ou du dossard distinctif correspondant. Cependant, dans le cas où une coureuse dominerait plusieurs classements, celle-ci ne porte qu'un seul maillot distinctif, selon une priorité de classements. Le classement général au temps est le classement prioritaire, suivi du classement par points, du classement des sprints, du classement de la meilleure jeune, du classement de la combativité et de celui de la meilleure Néerlandaise. Si ce cas de figure se produit, le maillot correspondant au classement annexe de priorité inférieure n'est pas porté par celui qui domine ce classement mais par son deuxième.

#### Primes
Les étapes en ligne, permettent de remporter les primes suivantes:
| Position | 1er   | 2e    | 3e    | 4e    | 5e    | 6e   | 7e   | 8e   | 9e   | 10e  |
| Prix     | 305 € | 185 € | 125 € | 115 € | 110 € | 95 € | 85 € | 70 € | 70 € | 70 € |

En sus, les coureuses placées de la 11e à la 15e place gagnent 45 €.
Les deux demi-étapes et le classement par équipes rapportent quant à elles :
| Position | 1er   | 2e    | 3e    | 4e   | 5e   | 6e   | 7e   | 8e   | 9e   | 10e  |
| Prix     | 180 € | 125 € | 100 € | 90 € | 70 € | 65 € | 65 € | 65 € | 65 € | 65 € |

En sus, les coureuses placées de la 11e à la 15e place gagnent 40 €.
Le classement général final attribue les sommes suivantes :
| Position | 1er   | 2e    | 3e    | 4e    | 5e    | 6e    | 7e   | 8e   | 9e   | 10e  |
| Prix     | 316 € | 198 € | 140 € | 128 € | 116 € | 102 € | 94 € | 82 € | 82 € | 82 € |

En sus, les coureuses placées de la 11e à la 15e place gagnent 52 €.

#### Prix
Le port du maillot jaune rapporte 50 € par jour, les quatre autres maillots 25 €. Les classements finals par points, des sprints, de la meilleure jeune, de la meilleure Néerlandaise et par équipes attribuent :
| Position | 1er  | 2e   | 3e   | 4e   | 5e   | 6e | 7e | 8e | 9e | 10e |
| Prix     | 75 € | 60 € | 50 € | 25 € | 15 € | €  | €  | €  | €  | €   |

#### Pistes cyclables
Il est interdit d'emprunter les pistes cyclables et autres trottoirs qui ne sont pas explicitement inclus dans le parcours.